# Інкрустатор
Інкрустатор — український дез-метал гурт, заснований 2008 року у Львові. 

## Історія
Музичними орієнтирами спочатку були екстремальні та вимогливі до техніки виконання напрямки метал-музики, такі, як brutal death metal та techno death metal. Багаторічний досвід гри в андеграундній сцені Львова давав змогу це робити. Однак в процесі написання матеріалу музиканти щоразу більше відходили від традиційних форм. Поряд з фірмовим львівським важким звучанням з'являлись елементи, не притаманні металу взагалі. Бажаючи не повторювати помилок, типових для львівських рок-музикантів, група свідомо відмовилась від негайних живих виступів та сфокусувала увагу на створенні самобутнього матеріалу та на записі високого рівня. Впродовж 2008-2009 рр. написано чимало пісень, а рік роботи в студії дав як результат повноцінний, дуже еклектичний альбом, готовий до випуску у світ.
У 2009 році світ побачив демо-альбом Спіраль (The Spiral), в який увійшли три треки. 
У 2011-му видано повноформатний альбом гурту під назвою Спектральний вихор (Spectral Whirlwind).
Після виходу альбому гурт припиняє свою діяльність.

## Склад гурту
- Юрій Круп'як – гітара, вокал, клавіші;
- Роман Шопа - бас-гітара, клавіші;
- Віталій Кащін – барабани.

## Дискографія
- Спіраль (The Spiral) — 2009
- Спектральний вихор (Spectral Whirlwind) — 2011